# Ethel Merman
Ethel Merman (n. 16 ianuarie 1908 – d. 15 februarie 1984) a fost o actriță americană de film.

## Filmografie
- Follow the Leader (1930)
- Let Me Call You Sweetheart (1932)
- We're Not Dressing (1934)
- Kid Millions (1934)
- The Big Broadcast of 1936 (1935)
- Strike Me Pink (1936)
- Anything Goes (1936)
- Happy Landing (1938)
- Alexander's Ragtime Band (1938)
- Straight, Place or Show (1938)
- Stage Door Canteen (1943)
- Call Me Madam (1953)
- There's No Business Like Show Business (1954)
- O lume nebună, nebună, nebună (1963)
- The Art of Love (1965)
- Journey Back to Oz (1974) (voice)
- Won Ton Ton, the Dog Who Saved Hollywood (1976)
- Avionul buclucaș (1980)